# Holtermannia prolifera
Holtermannia prolifera är en svampart som först beskrevs av Narcisse Theophile Patouillard, och fick sitt nu gällande namn av Kobayasi 1937. Holtermannia prolifera ingår i släktet Holtermannia och familjen Tremellaceae.   Inga underarter finns listade i Catalogue of Life.